# Sophie's Choice (roman)
Sophie's keuze (Engels: Sophie's Choice) is een roman van de Amerikaanse auteur William Styron, gepubliceerd bij Random House in 1979. De roman speelt zich af in New York, waar de jonge zuidelijke schrijver Stingo een kamer heeft gevonden en bevriend raakt met de Joodse Nathan en zijn vriendin, de mooie Poolse Sophie, een overlevende van Auschwitz. De plot ontwikkelt zich via de stormachtige relatie tussen Nathan en Sophie richting het 'ware' verhaal van Sophies verblijf in Auschwitz, met de haar gedwongen keuze voor een van haar twee kinderen bij aankomst in het kamp als climax.
De roman werd in 1980 in het Nederlands vertaald door Wim Dielemans. Het boek verkreeg grote bekendheid door de verfilming in 1982, met Meryl Streep in de hoofdrol.

## Inhoud
Sophie's keuze wordt verteld in de eerste persoon door de 22-jarige Stingo. Stingo, een alter ego van Styron, is afkomstig uit het zuiden van de Verenigde Staten en blikt terug op de periode toen hij begon aan het schrijven van zijn eerste roman, met de ambitie om een groot schrijver te worden. Bij aanvang van de roman heeft hij zojuist een kamertje gehuurd in een klein pension in Brooklyn. Daar maakt hij kennis met de mooie blonde Poolse Sophie Zawistowska en haar Joodse vriend Nathan Landau, die met baanbrekend biologisch onderzoek bezig is bij een farmaceutisch bedrijf. Stingo raakt heimelijk verliefd op Sophie.
Nathan en Sophie onderhouden een complexe en uitermate bewogen relatie met elkaar. Ze voelen zich hevig tot elkaar aangetrokken, waarbij Sophie emotioneel volledig van Nathan afhankelijk lijkt te zijn. Op bepaalde momenten echter verliest Nathan volledig de controle over zichzelf vanwege vermeende ontrouw door Sophie, waarbij hij schrikbarend agressief kan worden. Later in de roman verklaart Nathans broer aan Stingo dat Nathan een psychiatrische stoornis heeft. Hij blijkt een lange geschiedenis in inrichtingen achter de rug te hebben en probeert zich via drugs op de been te houden. Ook blijkt hij geen bioloog te zijn maar een eenvoudig baantje te vervullen in de bibliotheek, waar hij veel leest, hetgeen zijn enorme eruditie verklaart. Nathans 'belangrijke' onderzoek, naar zijn zeggen in aanmerking komen voor de Nobelprijs, blijkt eveneens gefingeerd.
Een centrale verhaallijn in de roman wordt gevormd door de ontboezemingen van Sophie aan Stingo over haar vroegere leven in Polen en uiteindelijk haar ervaringen in Auschwitz. Dit doet ze met name op momenten dat ze zich na heftige en emotionele scènes weer eens van Nathan heeft verwijderd. In de eerste verhalen die ze vertelt zet ze met name haar vader, een Poolse professor, neer als een patriottische held, maar later blijkt hij een antisemiet, die niettemin door de nazi's wordt afgevoerd, samen met haar man die ze als een meeloper van haar vader beschrijft. Later vertelt ze ook van haar verblijf in Auschwitz, waar ze een relatief bevoorrechte positie innam als typiste in het huis van kampleider Rudolf Höss. Haar zoontje Jan zit in het kinderkamp en ze probeert op een gegeven moment Höss te verleiden met de bedoeling hem emotioneel onder druk te zetten om Jan voor het Lebensborn-programma aan te melden, hetgeen jammerlijk mislukt. Beetje bij beetje ontvouwt Sophie aan Stingo steeds meer van haar verleden, stelt ze voortdurend haar eerdere beschrijvingen bij, waarbij ze haar eigen morele concessies en gebrek aan dapperheid steeds meer prijsgeeft.
De dramatische ontknoping van de roman vindt plaats nadat Stingo en Sophie voor Nathan, die na een nieuwe uitbarsting met een vuurwapen dreigde, op de vlucht zijn naar het zuiden. Sophie vertelt Stingo van de dag dat ze aankomt in Auschwitz. Ze blijkt niet alleen een zoontje te hebben gehad, maar ook een dochtertje, Eva. Bij de selectie zegt een arts haar dat ze een van haar kinderen mag houden, de andere moet naar Birkenau, waar Sophie weet dat de dood wacht. Als ze antwoordt dat ze niet kan kiezen zegt de arts dat hij dan beide kinderen naar Birkenau stuurt, waarna ze zegt dat ze dan Eva maar mee moeten nemen. "Ze had haar beer nog bij zich - en haar fluit", besloot Sophie haar verhaal. "Al die jaren heb ik die woorden niet kunnen aanhoren. Ook niet uitspreken. In welke taal dan ook".
Nadat Sophie Stingo als eerste ooit over dit moreel ondraaglijke zware moment heeft verteld, ontvlucht ze hun hotelkamer. Als Stingo haar achterna reist naar New York ziet hij bij aankomst bij hun pension politie en ambulances, en voorvoelt hij reeds het drama: Sophie en Nathan hebben samen zelfmoord gepleegd op haar kamer, in galakleren uit de jaren dertig, hand in hand gelegen op Sophies bed.

## Thema's en waardering
Binnen Sophie's keuze lopen meerdere thema's als een rode draad met de verhaallijnen van de roman mee.
Een belangrijk thema is het tekortschieten van de taal om emotioneel heftige gebeurtenissen als bijvoorbeeld kampervaringen te beschrijven. Styron haalt daarbij meermaals George Steiner aan, die dit thema ook behandelt in zijn essaybundel Het verval van het woord (1967): het onvermogen van de mens om uit te drukken hoe een ervaring daadwerkelijk is geweest. In het terugblikken komt de mens altijd weer uit op een eigen reconstructie, vervormd door de actuele context, verwerking en gevoelens.
Styron wil met zijn roman aantonen hoe mensen in extreme situaties wezenlijk veranderen en komen tot een vooraf nooit voorspelbaar handelen, waarbij 'wat als ikzelf'-redeneringen geen enkele waarde hebben. Noties goed en kwaad veranderen voortdurend en zijn als conceptualisaties nauwelijks meer te onderscheiden, niet bij een slachtoffer als Sophie, maar bijvoorbeeld ook niet bij iemand als kampcommandant Höss.
In dat verband trekt Styron ook parallellen met de rassenhaat in het Zuiden van de Verenigde Staten. Daarbij maakt hij via Nathan vergelijkingen tussen het Duitse volk en de houding van de Zuiderlingen, maar uiteindelijk blijken ook deze geen stand te houden. Styron benadrukt dat de nazi's ook andere groeperingen onderdrukten: Sophie is niet-Joods, katholiek en haar vader, die antisemiet was, wordt als lid van de intelligentsia net zo makkelijk door de Duitsers afgevoerd als ieder ander.
Exemplarisch in de roman is ook de universele liefde voor muziek, die zich op emotioneel belangrijke momenten steeds weer aandient als vluchtervaring. Nathan en Sophie plegen zelfmoord op de klanken van Beethoven, maar ook een dader als kampcommandant Höss kan uiterst geëmotioneerd en aangedaan raken door klassieke muziek.
Styron geeft aan al deze thema's een filosofische en soms psychoanalytische uitwerking, in uitweidingen, intermezzo's, en soms zelfs droomverklaringen, welke in de verfilming minder sterk tot uitdrukking komen. Daarnaast kan het boek gezien worden als een tijdsdocument, waarin een beeld wordt geschetst van het leven in New York kort na de Tweede Wereldoorlog. Sfeerbeschrijvingen, zoals die van Sophies roze kamer, vormen een wezenlijk bestanddeel van de roman.
Sophie's Choice kreeg na verschijning lovende kritieken en werd geprezen als een meesterwerk. In 1980 kreeg Styron voor zijn werk de National Book Award for Fiction toegekend. Ook commercieel werd de roman een succes en verscheen het hoog in de bestsellerlijsten, niettegenstaande (of wellicht ook deels dankzij) de openhartige beschrijving van een aantal seksuele scènes, welke met name in de Verenigde Staten als controversieel werden ervaren.
Door het grote succes van de verfilming korte tijd later, raakte de literaire waardering voor het boek wat op de achtergrond, maar tegenwoordig wordt het boek door velen beschouwd als een der hoogtepunten uit de literatuur van de twintigste eeuw. In 1999 werd Sophie's keuze gekozen in de lijst van 100 beste Engelstalige romans door Modern Library en in Le Mondes 100 boeken van de eeuw.